# ألينا بلاتون
ألينا بلاتون هي راكبة الكنو رومانية، ولدت في القرن العشرين.